# Anders Peter Botved
Anders Peter Botved, född 20 juni 1895, död 11 november 1964, var en dansk flygofficer och företagsledare.
Anders Peter Botved utbildade sig till officer och militärflygare med examen 1919. Han lämnade den militära karriären 1931 och ägnade sig åt affärsverksamhet.
Han blev berömd när han den 21 mars 1926 flög från Köpenhamn via Indien och Kina till Tokyo, dit han anlände den 1 juli. Han flög sedan samma flygplan tillbaka till Köpenhamn över Sibirien, en färd på 20 dagar. Flygningen företogs med en tvåvingad Fokker C.V tillsammans med mekanikern C.J.C. Olsen. På utvägen till Tokyo hade han sällskap med ett likadant flygplan, men detta havererade i Bangkok.
Sonen Ole Botved startade 1951 småbåtstillverkning och grundade något senare Botved Boats med tillverkning av Coronet fritidsbåtar i glasfiberarmerad plast, som under 1970-talet var framgångsrikt framför allt på export till USA.
Anders Peter Botved gifte sig första gången 1922 med Carmen Otterstrøm (1893–1995). Paret hade tre pojkar. Han gifte sig andra gången 1954 med Grethe Aleksandra Sardrup (1918–?).